# Citroën C3
Citroën C3 je osobní automobil vyráběný koncernem PSA od roku 2002, kdy nahradil předchozí model Saxo. V roce 2005 prošel faceliftem. Sesterským modelem je model C2, tedy je to spíše třídveřová verze cé trojky, ale jediné, co mají na první pohled společné, jsou podvozek a palubní deska, jinak jsou tyto dva modely od sebe úplně designově odlišeny.

## Popis
V rámci faceliftu z roku 2005 byly provedeny drobné změny karoserie, interiér doznal změn v oblasti přístrojové desky, středové konzole a nových materiálů.
Standardní výbava zahrnuje čelní airbagy řidiče a spolujezdce, posilovač řízení s variabilním účinkem, centrální zamykání, výškově a podélně nastavitelný volant a elektricky ovládaná okna předních dveří.

## Motorizace
- 1.1i (44 kW / 61 k)

- 1.4i (54 kW / 75 k)

- 1.6i 16V (80 kW / 110 k)

- 1.4 8V HDi (50 kW / 70 k) s technologií přímého vstřikování paliva Common Rail od firmy Bosch

- 1.4 16V HDi (66 kW / 90 k) s technologií přímého vstřikování paliva Common Rail od firmy Delphi a variabilní geometrií turbodmychadla

- 1.6 16V HDi (66 kW / 90 k) s technologií přímého vstřikování paliva Common Rail a variabilní geometrií turbodmychadla

Modely C3 jsou nabízeny s pětirychlostní manuální převodovkou. Navíc je nabízena i verze na zemní plyn respektive dvoupalivový mód (benzin – zemní plyn).
Od roku 2024 bude model C3 nabízen též jako hybrid nebo elektromobil. Elektrický Citroën ë-C3 bude vybaven baterií o kapacitě 44 kWh, která mu zajistí dojezd 320 km.